# Miss Mundo 1969
Miss Mundo 1969 fue la 19.ª edición anual de Miss Mundo, cuya final se celebró en el Royal Albert Hall de Londres, el 27 de noviembre de 1969, transmitido por la BBC. 50 candidatas compitieron por la corona, cuya ganadora fue Eva Rueber-Staier de Austria, fue coronada por Miss Mundo 1968, Penelope Plummer de Australia.

## Resultados
| Resultados Finales      | Finalistas |
| ----------------------- | --- |
| Miss Mundo 1969         | - Austria - Eva Rueber-Staier |
| Primera finalista       | - Estados Unidos - Gail Renshaw |
| Segunda finalista       | - Alemania - Christa Margraf |
| Tercera finalista       | - Guyana - Pamela Patricia Lord |
| Cuarta finalista        | - Venezuela - Marzia Piazza Suprani |
| Top 7                   | - Sudáfrica - Linda Meryl Collett - Noruega - Kjersti Jortun |
| Semifinalistas (Top 15) | - Checoslovaquia - Marcela Bitnarová - Finlandia - Päivi Ilona Raita - Francia - Suzanne Angly - Israel - Tehila Selah - Jamaica - Marlyn Elizabeth Taylor - Malta - Mary Brincat - Nueva Zelanda - Carole Robinson - Reino Unido - Sheena Drummond |

## Candidatas
50 candidatas participaron en el certamen.
| - Alemania - Christa Margraf - Argentina - Graciela Marino - Australia - Stefane Meurer - Austria - Eva Rueber-Staier - Bahamas - Wanda Pearce - Bélgica - Maud Alin - Brasil - Ana Cristina Rodrigues - Canadá - Jacquie Perrin - Checoslovaquia - Marcela Bitnarová - Chile - Ana María Nazar Sánchez - Chipre - Flora Diaouri - Colombia - Lina María García Ogliastri - Corea - Kim Seung-hee - Costa Rica - Damaris Ureña - Dinamarca - Jeanne Perfeldt - Ecuador - Ximena Aulestia Díaz - Estados Unidos - Gail Renshaw - Filipinas - Feliza (Liza) Teresita Nuesa Miro - Finlandia - Päivi Ilona Raita - Francia - Suzanne Angly - Gambia - Marie Carayol - Gibraltar - Marilou Chiappe - Grecia - Heleni Alexopoulou - Guyana - Pamela Patricia Lord - Holanda - Nente van der Vliet - India - Adina Shellim | - Irlanda - Hillary Clarke - Islandia - Ragnheiður Pétursdóttir - Israel - Tehila Selah - Jamaica - Marlyn Elizabeth Taylor - Japón - Emiko Karashima - Líbano - Rola Mayzob - Liberia - Antionette Coleman - Luxemburgo - Jacqueline Schaeffer - Malta - Mary Brincat - México - Gloria Leticia Hernández Martín del Campo - Nicaragua - Carlota Marina Brenes López - Nigeria - Morenkike Farabidio - Noruega - Kjersti Jortun - Nueva Zelanda - Carole Robinson - Paraguay - Blanca Zaldívar - Reino Unido - Sheena Drummond - República Dominicana - Sandra Simone Cabrera Cabral - Seychelles - Sylvia Labonte - Sudáfrica - Linda Meryl Collett - Suecia - Ingrid Marie Ahlin - Túnez - Zohra Tabania - Turquía - Sermin Aysin - Venezuela - Marzia Rita Gisela Piazza Suprani - Yugoslavia - Radmila Zivkovic |

## Sobre los países en Miss Mundo 1969

### Debut
- Seychelles

### Retiros
- Ceilán
- Ghana
- Italia
- Kenia
- Marruecos
- Perú
- Suiza
- Tailandia
- Uganda

### Regresos
- Compitió por última vez en 1959:
  -  Paraguay
- Compitieron por última vez en 1967:
  -  Checoslovaquia
  -  Gambia
  -  Islandia
  -  Líbano

### Crossovers
| Miss Universo - 1969: Austria - Eva Rueber-Staier (Top 15) - 1969: Canadá - Jacquie Perrin - 1969: Dinamarca - Jeanne Perfeldt - 1969: México - Gloria Hernández - 1969: Nueva Zelanda - Carole Robinson - 1969: Reino Unido - Sheena Drummond - 1970: Túnez - Zohra Tabania | Miss Internacional - 1970: Canadá - Jacquie Perrin - 1970: Dinamarca - Jeanne Perfeldt (Semifinalista) - 1970: Venezuela - Marzia Rita Gisela Piazza Suprani - 1972: Francia - Suzanne Angly (Semifinalista) |